# Bai-Mass Taal

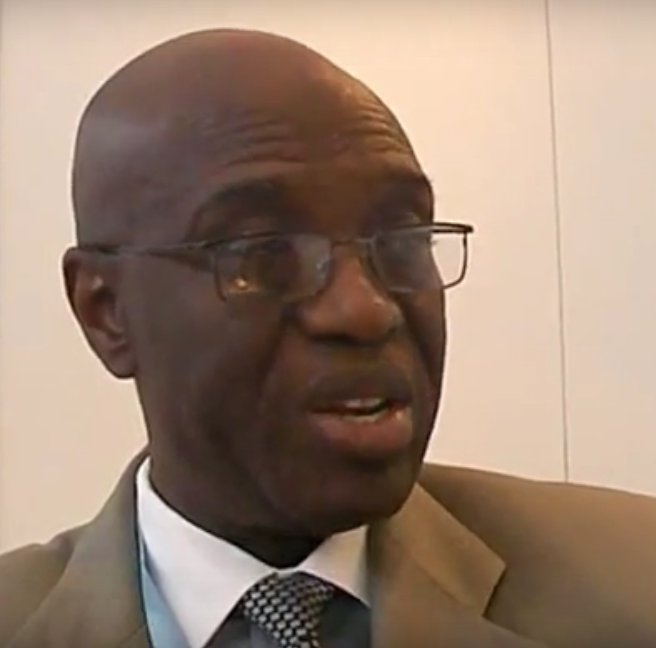
Bai Mass Taal

Bai-Mass M. Taal (* 27. November 1947 in Bathurst, heute Banjul) war Minister für Fischerei und Naturressourcen (Secretary of State for Fisheries and Natural Resources) des westafrikanischen Staates Gambia.

## Leben
Nach dem Besuch der Gambia High School von 1964 bis 1967 war Taal danach naturwissenschaftlicher Lehrer an der Junior High School. Von 1971 bis 1972 ging er auf die South Eugene High School in den Vereinigten Staaten. Anschließend bis 1976 auf das Dartmouth College, wo er den Bachelor of Arts und den Bachelor of Science erwarb. Auf der Duke University School of Forestry and Environmental Studies bildete er sich bis 1978 in Forstwirtschaft aus. Danach folgen weitere Kurse auf verschiedenen Universitäten in Übersee.
Ab 1976 arbeitete er im gambischen Forstwirtschaftsministerium (Forestry Department), wo er ab 1982 bis 1991 als Direktor tätig war. Seit 1991 ist er Mitarbeiter beim Umweltprogramm der Vereinten Nationen (UNEP).
Im Oktober 2004 wurde Taal ins Kabinett als Minister für Fischerei und Naturressourcen (Secretary of State for Fisheries, Natural Resources and the Environment) vom Präsidenten Yahya Jammeh berufen und ersetzte Susan Waffa-Ogoo in diesem Amt, die wieder als Tourismusministerin eingesetzt wurde. 2005 wurden die Aufgaben angepasst, das Umwelt-Ressort wurde dem Forstministerium zugeordnet (nun Secretary of State for Fisheries, Natural Resources). Im Oktober 2006 wurde Taal in diesem Amt durch Yankuba Touray ersetzt.
Im Juni 2008 wurde Taal Vorsitzender der African Ministers Council on Water (AMCOW) ernannt.
Von der Kommission der Afrikanischen Union wurde im Februar 2025 Taal zum Vorsitzenden des Exekutivratsbeschlusses (Executive Council Decision, ECD) ernannt, um eine afrikanische Wasservision und -politik zu entwickeln, die einen strategischen Rahmen für eine inklusive und klimaresistente Wassersicherheit auf dem Kontinent über das Jahr 2025 hinaus bietet.
Taal ist verheiratet und hat sechs Kinder.

## Auszeichnungen
Am 22. Juli 2006 erhielt Taal den Order of the Republic of The Gambia im Rang eines „Officer“ (ORG).